# Strassburger István
Strassburger István (Páhi, 1901. június 20. – ?) magyar sportlövő.

## Életút
A kiskőrösi kötődésű Strassburger István Páhin született 1901. június 20-án, apja Strassburger Antal vagyonos földbirtokos volt, aki jelentős földterületekkel rendelkezett Tabdi, Csengőd, Kiskőrös és Páhi határában. Anyja Bosnyák Margit volt. A család központja Tabdi pusztán volt, amely ekkor még nem lévén önálló település bizonyos részei Kiskőröshöz, mások Páhihoz tartoztak. 1919-ben érettségizett a Kiskunhalasi Református Főgimnáziumban (ma Szilády Áron Református Gimnázium). 1918-tól a Kiskőrösi Football Club játékosa volt, majd a családi vadászatokon hamar megmutatkozott tehetsége a lövészet irányában. 1926-tól végül ez lett választott sportága.
1928 és 1940 között a világ legjobb sportlövői között tartották számon. 1929-ben a római stadionban érte el legnagyobb sikerét, amikor 140 ellenféllel szemben 20/20-as találatával lett első. Megnyerte a 100 ezer líra nagydíjat és tiszteletdíjként az olasz királyi címerrel díszített nagy értékű arany cigarettatárcát kapott. Strassburger István az ún. traplövészetben, más néven agyaggalamb lövészetben érte el legnagyobb sikereit az 1930-as években, a magyar válogatott csapat tagjaként. Legnagyobb egyéni sikerét 1938-ban a luhačovicei világbajnokságon érte el, aranyérmes lett. Csapatával ötször állhatott a világbajnoki dobogó legfelső fokán (1929, 1934, 1935, 1936). Az 1935-ös brüsszeli világbajnokságon trapben és élőgalamb lövésben is győzedelmeskedtek. Utóbbi versenyszámban ezüstérmet szerzett 1938-ban. Ugyanebben az évben, koronglövészetben harmadikok lettek, csakúgy, mint 1939-ben. Európa-bajnoki dobogón négyszer állhatott, mindegyik alkalommal aranyérmet szerzett. – írja róla a Sportszertár .
Rövid életrajza alapján a második világháború külföldön érte, s nem is tért többé haza Magyarországra, ahol római katolikus keresztsége ellenére, származása miatt bizonyosan zsidónak minősítették volna. Olaszországot választotta új hazájának.